# Hard Miles
Hard Miles ist ein Filmdrama von R.J. Daniel Hanna. Der Film erzählt die wahre Geschichte eines Radsportteams der Ridge View Academy, einer Schule für jugendliche Straftäter, an der die Schüler bewusst einem erhöhten Leistungsdruck ausgesetzt werden, statt sie zu unterfordern, und ihnen einen High-School-Abschluss ermöglicht. Matthew Modine spielt in der Hauptrolle Greg Townsend, den Trainer des Teams, das er zu einer Fahrt von 1000 Meilen per Fahrrad motivieren konnte. Die Premiere des Films erfolgte im Juni 2023 beim Bentonville Film Festival. Der US-Kinostart erfolgte im April 2024.

## Produktion

### Die Ridge View Academy
Der Film basiert auf der wahren Geschichte des Radsportteams der Ridge View Academy in Colorado, die straffällig gewordenen Jugendlichen durch akademische Strenge, gezielte Förderung und Leistungssport eine zweite Chance gibt. Die Ridge View Academy wurde Mitte der 1990er Jahre von der Colorado Division of Youth Services ins Leben gerufen, um auf die stetige Zunahme jugendlicher Straftäter im Bundesstaat zu reagieren. Den Jugendlichen wird dort ein richtiger High-School-Abschluss ermöglicht. Die Schule liegt 45 Autominuten von Denver entfernt und hat seit Beginn ihres Bestehens mehr als 4.300 jungen Männern dabei geholfen, den richtigen Weg einzuschlagen. Seit 2012 werden dort neben jugendlichen Straftätern auch misshandelte und vernachlässigte Jungen unterrichtet.

### Regie und Drehbuch
Regie führte R.J. Daniel Hanna, der gemeinsam mit Christian Sander auch das Drehbuch schrieb. Es handelt sich bei Hard Miles nach Miss Virginia von 2019 um Hannas zweiten Spielfilm. In Vorbereitung auf den Film befragten sie eine Reihe professioneller Radfahrer wie Christian Vande Velde und George Hincapie, die beide in Radsportteams waren, die die Tour de France gewannen.

### Besetzung und Dreharbeiten

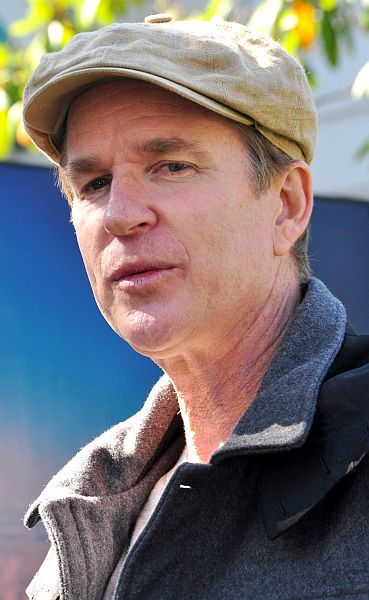
Matthew Modine spielt Trainer Greg Townsend

Der Golden-Globe-Gewinner Matthew Modine spielt in der Hauptrolle Greg Townsend, den langjährigen Trainer der Radsportmannschaft der Ridge View Academy. Er spielte bereits in Hannas Debütfilm Miss Virginia die Hauptrolle. Sean Astin spielt Speedy. In weiteren Rollen sind Cynthia Kaye McWilliams, Jahking Guillory, Jackson Kelly, Zachary T. Robbins, Damien Diaz und Leslie David Baker zu sehen.
Die Dreharbeiten fanden in Los Angeles und in Lone Pine in Kalifornien statt. Als Kameramann fungierte Mack Fisher.

### Veröffentlichung
Die Premiere des Films fand am 13. Juni 2023 beim Bentonville Film Festival statt. Im Oktober 2023 wurde er beim Heartland International Film Festival, Chicago International Film Festival und beim Savannah Film Fest gezeigt und im November 2023 beim Naples International Film Festival. Den weltweiten Vertrieb übernahm Blue Fox Entertainment. Der US-Kinostart erfolgte am 19. April 2024.

## Rezeption

### Kritiken
Von den bei Rotten Tomatoes aufgeführten Kritiken sind 90 Prozent positiv.

### Auszeichnungen
Denver Film Festival 2023
- Auszeichnung als Bester Spielfilm mit dem Publikumspreis[13]

Heartland International Film Festival 2023
- Auszeichnung mit dem Jimmy Stewart Legacy Award[14]

Naples International Film Festival 2023
- Auszeichnung als Bester Spielfilm mit dem Publikumspreis (R.J. Daniel Hanna)[15]

Savannah Film Fest 2023
- Nominierung im Spielfilmwettbewerb[9]